# Nemestrinidae
Nemestrinidae Macquart, 1834, è una piccola famiglia cosmopolita di Insetti dell'ordine dei Ditteri (Brachycera: Nemestrinoidea), affini agli Acroceridae. Noti in inglese come tangle-veined flies, devono il loro nome alla singolare conformazione della nervatura alare caratterizzata da diverse anastomosi terminali (tangle: groviglio, garbuglio).

## Descrizione
Gli adulti hanno corpo di medie o grandi dimensioni, di forma tozza, con tegumento densamente pubescente ma privo di setole lunghe. La livrea ha colori variabili dal bruno o nero al giallo o bianco, spesso con pigmentazione a bande trasversali sul torace e sull'addome. È frequente l'aposematismo, con imitazione della livrea di imenotteri.
Il capo, a differenza degli Acroceridae, è ben sviluppato e largo quanto il torace; è oloptico nei maschi e dicoptico nelle femmine ed è provvisto di tre ocelli e antenne brevi, di tipo aristato. L'apparato boccale è atrofico e non funzionante oppure ben conformato, di tipo succhiante. In alcuni generi ha un notevole sviluppo in lunghezza, anche diversi centimetri, adatto a succhiare il nettare da fiori con corolla tubulosa non utilizzabili da altri impollinatori. In particolare si cita la specie afrotropicale Moegistorhynchus longirostris, ritenuta, fra gli insetti pronubi, quella con l'apparato boccale più lungo in rapporto alle dimensioni corporee.
Il torace è dorsalmente largo e appiattito, porta zampe relativamente lunghe, prive di speroni e con pretarsi forniti di arolio. Le ali sono relativamente strette, trasparenti, ialine o brune, con regione anale e alula appena accennate.
L'addome è ampio, fusiforme, con la maggiore larghezza in corrispondenza degli uriti intermedi. Le femmine sono provviste di un ovopositore di sostituzione costituito dagli ultimi uriti, organizzati a formare un tubo telescopico oppure dai cerci allungati, organizzati a formare un organo tagliente.

Schema della nervatura alare
Nervature longitudinali: C: costa; Sc: subcosta; R: radio; M: media; Cu: cubito; A: anale.
Nervature trasversali: h: omerale; m-cu: medio-cubitale.
Cellule: d: discale; br: 1ª basale; bm: 2ª basale; m_{3}: 4ª posteriore; cup: cellula cup.
Evidenziata in giallo: DV: vena diagonale.

La nervatura alare presenta una struttura complessa e singolare. La costa si estende fino all'apice o poco oltre, la subcosta è lunga e confluisce sul margine costale nel terzo distale. La radio si suddivide in 4 rami (con assenza della biforcazione R2+3 ed è presente una vena trasversa settoriale fra R2+3 e R4+5. La media presenta le quattro ramificazioni ma queste si anastomizzano formando una complessa struttura. Cubito e anale convergono sul margine senza fondersi.
La particolare specificità della nervatura, che spiega il nome comune dato dagli anglosassoni a questi insetti, si riassume nelle seguenti caratteristiche:
- Le ramificazioni della radio tendono ad assumere un percorso parallelo al margine costale e a convergere verso l'apice dell'ala.
- Le ramificazioni della media tendono ad anastomizzarsi e ad assumere un percorso parallelo al margine posteriore, convergendo verso l'apice dell'ala.
- Alcuni tratti delle nervature radiali e mediane si posizionano formando una linea che taglia obliquamente l'ala dirigendosi dalla base della radio al margine posteriore; questa linea, detta comunemente vena diagonale è composta dalla base del settore radiale, dal tratto basale di R4+5, dalla radio-mediale e da un tratto intermedio di M1+2, che possono anche fondersi, e infine da un tratto intermedio di M3 (secondo alcune fonti fuso con M2, e dal tratto terminale di M4, quest'ultimo non sempre presente.
- La prima cellula basale (bm) presenta un prolungamento acuto che si posiziona anteriormente rispetto alla cellula discale.
- La disposizione delle vene e le anastomosi rendono non semplice l'individuazione della struttura tipica della nervatura e delimita cellule chiuse soprannumerarie rispetto a quelle tipicamente presenti anche nei Brachiceri primitivi.

## Biologia
La biologia dei Nemestrinidae è piuttosto simile a quella degli Acroceridae, sia nel comportamento degli adulti, afagi o glicifagi, sia nel comportamento delle larve, parassitoidi di artropodi.

### Glicifagia e impollinazione
Gli adulti non si nutrono oppure succhiano il nettare dai fiori sfruttando il volo stazionario come i lepidotteri della famiglia degli Sphingidae o altri ditteri pronubi.
Fra i Nemestrinidae pronubi sono di particolare importanza alcune specie sudafricane caratterizzate dall'apparato boccale particolarmente lungo, in grado di prelevare il nettare da fiori con corolla tubulosa. L'importanza biologica di questi ditteri risiede nel fatto di essere le sole impollinatrici, insieme ad alcuni tabanidi del genere Philoliche, di varie specie appartenenti ad alcune famiglie (Orchidaceae, Iridaceae e Geraniaceae). La specificità di questa relazione trofica è di particolare interesse, sotto l'aspetto evoluzionistico, perché confermerebbe l'ipotesi di coevoluzione formulata da DARWIN nel 1862: osservando la conformazione di alcune orchidee, dalla corolla lunga alcune decine di centimetri, DARWIN ipotizzò l'esistenza di un insetto impollinatore, specificamente adattato a questi fiori e caratterizzato da un apparato boccale più lungo del tubo corollino e formulò un modello di coevoluzione. Il modello di selezione reciproca di DARWIN è oggetto di indagine, in Sudafrica, mettendo in relazione la distribuzione territoriale di tabanidi e nemestrinidi ad apparato boccale lungo (long proboscid flies o long tongue flies) e la variazione zonale delle composizioni floristiche.

### Parassitoidismo
A differenza delle larve degli Acroceridae, associate ai Ragni, la maggior parte dei Nemestrinidae di cui si conosce la biologia parassitizzano gli Ortotteri Celiferi (cavallette). Le specie della sottofamiglia Hirmoneurinae sono invece associate a Coleotteri Scarabeidi. Di particolare importanza sono i Nemestrinidae associati alle cavallette in quanto ritenuti efficaci agenti ausiliari per il controllo integrato degli Acrididi: per alcune specie sono state infatti rilevati percentuali di parassitizzazione che raggiungono anche picchi del 95%.
Strettamente correlato all'etologia degli Acroceridae è il comportamento delle larve. Come negli Acroceridae, le femmine dei Nemestrinidae depongono un elevato numero di uova microtipiche (diverse migliaia per femmina), in genere ad una certa altezza dal suolo. In una decina di giorni nascono le larve; quelle di prima età, dette planidi, sono mobili e si disperdono nell'ambiente aiutate anche dal vento. In questa fase le larve dei Nemestrinidae possono sopravvivere senza nutrirsi anche per due settimane, prima di trovare un ospite adatto. Gli ospiti preferiti sono individui allo stadio di ninfa o di adulto. Quando lo trovano vi penetrano all'interno e si sviluppano come endoparassitoidi. Con la prima muta, il planidio si trasforma nella larva apoda tipica dei Brachiceri.
La fisiologia della respirazione presenta analogie con quella delle larve degli Acroceridae, le quali si insediano presso il polmone a libro dei ragni prelevando l'aria dall'esterno. I Nemestrinidae, con l'eccezione del genere Hirmoneura, sviluppano un tubo respiratorio che entra in relazione con gli stigmi dell'ospite in modo da prelevare autonomamente l'aria dall'esterno. Strutture respiratorie simili sono presenti anche nelle larve dei Tachinidi che, pur essendo filogeneticamente lontani dai Nemestrinoidea, hanno un comportamento trofico analogo. La nutrizione avviene a spese dell'adipe e dell'apparato genitale, di cui vengono divorati i tessuti senza provocare la morte dell'ospite.
Lo sviluppo postembrionale si svolge in quattro stadi. A maturità la larva abbandona l'ospite poco prima della sua morte e penetra nel terreno dove si svolgerà lo svernamento e, successivamente, la ninfosi.

### Ciclo
Il ciclo dei Nemestrinidae si svolge con una sola generazione l'anno, con svernamento allo stadio di larva matura. L'impupamento ha luogo sempre nel terreno in primavera e lo sfarfallamento fra la tarda primavera e la piena estate.

## Sistematica
Tradizionalmente inclusi nella coorte degli Orthorrhapha, i Nemestrinidae sono strettamente correlati filogeneticamente agli Acroceridae. HENNIG incluse queste due famiglie nella superfamiglia dei Nemestrinoidea insieme ai Bombyliidae, sulla base del regime dietetico nettarivoro degli adulti e il comportamento delle larve come parassitoidi. Successive acquisizioni dalla filogenesi hanno smentito la relazione filogenetica con i Bombyliidae, mentre confermano quella con gli Acroceridae. È controversa la posizione sistematica a livello di infraordine: secondo alcune fonti andrebbero inclusi fra i Tabanomorpha, secondo altri fra i Muscomorpha e, secondo un terzo indirizzo, fra gli Asilomorpha.
La famiglia, suddivisa in 5 sottofamiglie, comprende solo 300 specie esistenti ripartite fra 15 generi, ai quali si aggiungono altri comprendenti solo specie fossili.
- Atriadopsinae
  - Atriadops
  - Ceyloniola
  - Nycterimorpha
  - Nycterimyia
- Cyclopsideinae
  - Cyclopsidea
- Hirmoneurinae
  - Hirmoneura
- Nemestrininae
  - Moegistorhynchus
  - Nemestrinus
  - Prosoeca
  - Stenobasipteron
  - Stenopteromyia
  - Trichophthalma
- Trichopsideinae
  - Fallenia
  - Neorhynchocephalus
  - Trichopsidea

I Nemestrinidae sono tra i più antichi Brachiceri presenti sulla Terra. Oltre ai fossili rinvenuti in reperti del Cenozoico, diverse specie fossili risalgono al Giurassico superiore e si presume che l'origine della famiglia risalga al Triassico, per quanto non si conoscano fossili risalenti a questo periodo.

## Distribuzione
Tranne quelli oggetto di studi specifici, nel loro complesso, i Nemestrinidae sono insetti rari e dalla biologia sconosciuta. Nonostante il limitato numero di specie, la famiglia ha un'ampia distribuzione, con un maggior grado di biodiversità nell'emisfero australe, ma presenta una forte concentrazione geografica: la maggior parte delle specie è infatti rappresentata nella Patagonia, nel Sudafrica, nell'Australia orientale e nelle regioni comprese fra il Mediterraneo e il Turkestan. Fra i generi australi, Trichophthalma è l'unico con una distribuzione gondwanica, in quanto comprende specie presenti nel sud della regione neotropicale (Cile e Argentina) e nell'est dell'Australia.
In Europa è rappresentato per lo più il genere Nemestrinus, con otto specie. Sono inoltre presenti i generi Hirmoneura, Stenopteromyia, Fallenia, Neorhynchocephalus e Trichopsidea, ciascuno con una sola specie. Solo due specie sono presenti anche in Italia: Nemestrinus aegyptiacus, segnalato in Sicilia, e Fallenia fasciata segnalato nell'Italia settentrionale e meridionale.